# Erysimum leucanthemum
Erysimum leucanthemum là một loài thực vật có hoa trong họ Cải. Loài này được (Stephan ex Willd.) B.Fedtsch. mô tả khoa học đầu tiên năm 1904.